# Eleonorenschule
Die Eleonorenschule (Elo) ist eine Bildungseinrichtung in der südhessischen Stadt Darmstadt. Sie wurde als Höhere Mädchenschule zwischen 1909 und 1911 auf dem Gelände des ehemaligen städtischen Gaswerks errichtet. Die offizielle Einweihung fand am 12. Oktober 1911 statt. Die Schule wurde nach der letzten Großherzogin von Hessen, Eleonore zu Solms-Hohensolms-Lich (1871–1937) benannt.

## Architektur
Das dreigliedrige, in traditionalistischen Formen gehaltene Bauwerk wurde nach Plänen von Stadtbaurat August Buxbaum erbaut.
Die Dächer sind durch überhöhte Aufbauten betont. Die Fassaden sind kassettenartig gegliedert; die Portale sind mit Bildhauerarbeiten von Heinrich Jobst geschmückt.

## Sonstiges
Der Eleonorenschule ist ein Landschulheim in Waldmichelbach angeschlossen. Ein alljährlicher Aufenthalt in dem Landschulheim ist Bestandteil der pädagogischen Arbeit und des Kompetenzerwerbs. Schulpartnerschaften und Schulaustausche bestehen mit Schulen in Brasilien, Frankreich, Italien, Peru, Spanien, Ungarn und in den USA.
Die Eleonorenschule betreibt einen Schulgarten mit Forscherwerkstatt. Sie besitzt außerdem eine Sammlung von antiken Plastiken (Abgüsse). 

## Ehemalige Schüler
- Jörn Leonhard, Historiker, Abitur 1986